# Alpaida scriba
Alpaida scriba là một loài nhện trong họ Araneidae.
Loài này thuộc chi Alpaida. Alpaida scriba được Cândido Firmino de Mello-Leitão miêu tả năm 1940.